# User Datagram Protocol
User Datagram Protocol (UDP) – protokół pakietów użytkownika – jeden z protokołów internetowych o numerze porządkowym 17. UDP stosowany jest w warstwie transportowej modelu OSI. Nie gwarantuje dostarczenia datagramu.
Jest to protokół bezpołączeniowy, więc nie ma narzutu na nawiązywanie połączenia i śledzenie sesji (w przeciwieństwie do TCP). Nie ma też mechanizmów kontroli przepływu i retransmisji. Korzyścią płynącą z takiego uproszczenia budowy jest szybsza transmisja danych i brak dodatkowych zadań, którymi musi zajmować się host posługujący się tym protokołem. Z tych względów UDP jest często używany w takich zastosowaniach jak wideokonferencje, strumienie dźwięku w Internecie i gry sieciowe, gdzie dane muszą być przesyłane możliwie szybko, a poprawianiem błędów zajmują się inne warstwy modelu OSI. Przykładem może być VoIP lub protokół DNS.
UDP udostępnia mechanizm identyfikacji różnych punktów końcowych (np. pracujących aplikacji, usług czy serwisów) na jednym hoście dzięki portom (porównaj: gniazdo). UDP zajmuje się dostarczaniem pojedynczych pakietów, udostępnionych przez IP, na którym się opiera. Kolejną cechą odróżniającą UDP od TCP jest możliwość transmisji do kilku adresów docelowych naraz (tzw. multicast).
Pakiety UDP, zwane też datagramami, zawierają oprócz nagłówków niższego poziomu nagłówek UDP. Składa się on z pól zawierających sumę kontrolną, długość pakietu oraz porty: źródłowy i docelowy.
Podobnie jak w TCP, porty UDP zapisywane są na dwóch bajtach (szesnastu bitach), więc każdy adres IP może mieć przypisanych 65535 różnych zakończeń. Z przyczyn historycznych, porty 0-1023 zarezerwowane są dla dobrze znanych usług sieciowych – dla aplikacji użytkownika przydziela się porty od 1024.

## Struktura nagłówka UDP
| +  | Bity 0 – 15  | Bity 0 – 15  | Bity 0 – 15  | Bity 0 – 15  | Bity 0 – 15  | Bity 0 – 15  | Bity 0 – 15  | Bity 0 – 15  | Bity 0 – 15  | Bity 0 – 15  | Bity 0 – 15  | Bity 0 – 15  | Bity 0 – 15  | Bity 0 – 15  | Bity 0 – 15  | Bity 0 – 15  | 16 – 31        | 16 – 31        | 16 – 31        | 16 – 31        | 16 – 31        | 16 – 31        | 16 – 31        | 16 – 31        | 16 – 31        | 16 – 31        | 16 – 31        | 16 – 31        | 16 – 31        | 16 – 31        | 16 – 31        | 16 – 31        |
| -- | ------------ | ------------ | ------------ | ------------ | ------------ | ------------ | ------------ | ------------ | ------------ | ------------ | ------------ | ------------ | ------------ | ------------ | ------------ | ------------ | -------------- | -------------- | -------------- | -------------- | -------------- | -------------- | -------------- | -------------- | -------------- | -------------- | -------------- | -------------- | -------------- | -------------- | -------------- | -------------- |
| 0  | Port nadawcy | Port nadawcy | Port nadawcy | Port nadawcy | Port nadawcy | Port nadawcy | Port nadawcy | Port nadawcy | Port nadawcy | Port nadawcy | Port nadawcy | Port nadawcy | Port nadawcy | Port nadawcy | Port nadawcy | Port nadawcy | Port odbiorcy  | Port odbiorcy  | Port odbiorcy  | Port odbiorcy  | Port odbiorcy  | Port odbiorcy  | Port odbiorcy  | Port odbiorcy  | Port odbiorcy  | Port odbiorcy  | Port odbiorcy  | Port odbiorcy  | Port odbiorcy  | Port odbiorcy  | Port odbiorcy  | Port odbiorcy  |
| 32 | Długość      | Długość      | Długość      | Długość      | Długość      | Długość      | Długość      | Długość      | Długość      | Długość      | Długość      | Długość      | Długość      | Długość      | Długość      | Długość      | Suma kontrolna | Suma kontrolna | Suma kontrolna | Suma kontrolna | Suma kontrolna | Suma kontrolna | Suma kontrolna | Suma kontrolna | Suma kontrolna | Suma kontrolna | Suma kontrolna | Suma kontrolna | Suma kontrolna | Suma kontrolna | Suma kontrolna | Suma kontrolna |
| 64 | Dane         | Dane         | Dane         | Dane         | Dane         | Dane         | Dane         | Dane         | Dane         | Dane         | Dane         | Dane         | Dane         | Dane         | Dane         | Dane         | Dane           | Dane           | Dane           | Dane           | Dane           | Dane           | Dane           | Dane           | Dane           | Dane           | Dane           | Dane           | Dane           | Dane           | Dane           | Dane           |

Port nadawcyidentyfikuje port, z którego została wysłana wiadomość, kiedy znaczący to wskazuje port wysyłającego procesu i może zostać przyjęty jako port, do którego powinna zostać zwrócona wiadomość zwrotna w przypadku braku innej informacji. Port nadawcy jest polem opcjonalnym. Gdy pole to nie jest używane, przyjmuje wartość zero.
Port odbiorcyidentyfikuje port odbiorcy i jest polem wymaganym.
Długość16-bitowe pola specyfikują długość w bajtach całego datagramu: nagłówek i dane. Minimalna długość to 8 bajtów i jest to długość nagłówka. Wielkość pola ustala teoretyczny limit 65527 bajtów, dla danych przenoszonych przez pojedynczy datagram UDP.
Suma kontrolna16 bitowe pole, które jest użyte do sprawdzania poprawności nagłówka oraz danych. Pole jest opcjonalne. Ponieważ IP nie wylicza sumy kontrolnej dla danych, suma kontrolna UDP jest jedyną gwarancją, że dane nie zostały uszkodzone.

## Transfer UDP po IPv4
Kiedy UDP działa na IPv4 metoda używana do obliczania sumy kontrolnej określana jest w RFC 768 ↓
Całe 16-bitowe słowa są sumowane razem, używając kodu uzupełnień do jedności (pole suma kontrolna ustawiane jest na zero). Końcowa wartość jest wstawiana do pola sumy kontrolnej.
Różnica jest w danych używanych do tworzenia sumy kontrolnej.
| -   | Bity 0 – 7     | Bity 0 – 7     | Bity 0 – 7     | Bity 0 – 7     | Bity 0 – 7     | Bity 0 – 7     | Bity 0 – 7     | Bity 0 – 7     | 8 – 15         | 8 – 15         | 8 – 15         | 8 – 15         | 8 – 15         | 8 – 15         | 8 – 15         | 8 – 15         | 16 – 23        | 16 – 23        | 16 – 23        | 16 – 23        | 16 – 23        | 16 – 23        | 16 – 23        | 16 – 23        | 24 – 31        | 24 – 31        | 24 – 31        | 24 – 31        | 24 – 31        | 24 – 31        | 24 – 31        | 24 – 31        |
| --- | -------------- | -------------- | -------------- | -------------- | -------------- | -------------- | -------------- | -------------- | -------------- | -------------- | -------------- | -------------- | -------------- | -------------- | -------------- | -------------- | -------------- | -------------- | -------------- | -------------- | -------------- | -------------- | -------------- | -------------- | -------------- | -------------- | -------------- | -------------- | -------------- | -------------- | -------------- | -------------- |
| 0   | Adres źródłowy | Adres źródłowy | Adres źródłowy | Adres źródłowy | Adres źródłowy | Adres źródłowy | Adres źródłowy | Adres źródłowy | Adres źródłowy | Adres źródłowy | Adres źródłowy | Adres źródłowy | Adres źródłowy | Adres źródłowy | Adres źródłowy | Adres źródłowy | Adres źródłowy | Adres źródłowy | Adres źródłowy | Adres źródłowy | Adres źródłowy | Adres źródłowy | Adres źródłowy | Adres źródłowy | Adres źródłowy | Adres źródłowy | Adres źródłowy | Adres źródłowy | Adres źródłowy | Adres źródłowy | Adres źródłowy | Adres źródłowy |
| 32  | Adres docelowy | Adres docelowy | Adres docelowy | Adres docelowy | Adres docelowy | Adres docelowy | Adres docelowy | Adres docelowy | Adres docelowy | Adres docelowy | Adres docelowy | Adres docelowy | Adres docelowy | Adres docelowy | Adres docelowy | Adres docelowy | Adres docelowy | Adres docelowy | Adres docelowy | Adres docelowy | Adres docelowy | Adres docelowy | Adres docelowy | Adres docelowy | Adres docelowy | Adres docelowy | Adres docelowy | Adres docelowy | Adres docelowy | Adres docelowy | Adres docelowy | Adres docelowy |
| 64  | Zera           | Zera           | Zera           | Zera           | Zera           | Zera           | Zera           | Zera           | Protokół       | Protokół       | Protokół       | Protokół       | Protokół       | Protokół       | Protokół       | Protokół       | Długość UDP    | Długość UDP    | Długość UDP    | Długość UDP    | Długość UDP    | Długość UDP    | Długość UDP    | Długość UDP    | Długość UDP    | Długość UDP    | Długość UDP    | Długość UDP    | Długość UDP    | Długość UDP    | Długość UDP    | Długość UDP    |
| 96  | Port źródłowy  | Port źródłowy  | Port źródłowy  | Port źródłowy  | Port źródłowy  | Port źródłowy  | Port źródłowy  | Port źródłowy  | Port źródłowy  | Port źródłowy  | Port źródłowy  | Port źródłowy  | Port źródłowy  | Port źródłowy  | Port źródłowy  | Port źródłowy  | Port docelowy  | Port docelowy  | Port docelowy  | Port docelowy  | Port docelowy  | Port docelowy  | Port docelowy  | Port docelowy  | Port docelowy  | Port docelowy  | Port docelowy  | Port docelowy  | Port docelowy  | Port docelowy  | Port docelowy  | Port docelowy  |
| 128 | Długość        | Długość        | Długość        | Długość        | Długość        | Długość        | Długość        | Długość        | Długość        | Długość        | Długość        | Długość        | Długość        | Długość        | Długość        | Długość        | Suma kontrolna | Suma kontrolna | Suma kontrolna | Suma kontrolna | Suma kontrolna | Suma kontrolna | Suma kontrolna | Suma kontrolna | Suma kontrolna | Suma kontrolna | Suma kontrolna | Suma kontrolna | Suma kontrolna | Suma kontrolna | Suma kontrolna | Suma kontrolna |
| 160 | Dane           | Dane           | Dane           | Dane           | Dane           | Dane           | Dane           | Dane           | Dane           | Dane           | Dane           | Dane           | Dane           | Dane           | Dane           | Dane           | Dane           | Dane           | Dane           | Dane           | Dane           | Dane           | Dane           | Dane           | Dane           | Dane           | Dane           | Dane           | Dane           | Dane           | Dane           | Dane           |

Źródłowe i docelowe adresy znajdują się w nagłówku IPv4. Na długość pola UDP składa się jego nagłówek oraz dane.
Jeśli suma kontrolna zostanie wyliczona i wyniesie 0, to powinna zostać wysłana jako alternatywna reprezentacja zera w kodzie uzupełnień do jedności (same „1”). Jeśli suma kontrolna nie jest użyta, to powinna zostać wysłana jako „zwykłe” zero (same „0”), co wskazuje odbiorcy, że nie jest wykorzystywana.

## Transfer UDP po IPv6
Kiedy UDP działa na IPv6, suma kontrolna nie jest już opcjonalna. Metoda obliczania sumy kontrolnej została opisana w RFC 2460 ↓.
Wszelki transport albo inna wyższa warstwa protokołu, która zawiera adresy z nagłówka IP w swojej sumie kontrolnej, musi zostać zmodyfikowana by można jej było użyć. IPv6 musi zawierać 128-bitowe adresy zamiast 32-bitowych używanych w IPv4.
| +   | Bity 0 – 7     | Bity 0 – 7     | Bity 0 – 7     | Bity 0 – 7     | Bity 0 – 7     | Bity 0 – 7     | Bity 0 – 7     | Bity 0 – 7     | 8 – 15         | 8 – 15         | 8 – 15         | 8 – 15         | 8 – 15         | 8 – 15         | 8 – 15         | 8 – 15         | 16 – 23        | 16 – 23        | 16 – 23        | 16 – 23        | 16 – 23        | 16 – 23        | 16 – 23        | 16 – 23        | 24 – 31           | 24 – 31           | 24 – 31           | 24 – 31           | 24 – 31           | 24 – 31           | 24 – 31           | 24 – 31           |
| --- | -------------- | -------------- | -------------- | -------------- | -------------- | -------------- | -------------- | -------------- | -------------- | -------------- | -------------- | -------------- | -------------- | -------------- | -------------- | -------------- | -------------- | -------------- | -------------- | -------------- | -------------- | -------------- | -------------- | -------------- | ----------------- | ----------------- | ----------------- | ----------------- | ----------------- | ----------------- | ----------------- | ----------------- |
| 0   | Adres źródłowy | Adres źródłowy | Adres źródłowy | Adres źródłowy | Adres źródłowy | Adres źródłowy | Adres źródłowy | Adres źródłowy | Adres źródłowy | Adres źródłowy | Adres źródłowy | Adres źródłowy | Adres źródłowy | Adres źródłowy | Adres źródłowy | Adres źródłowy | Adres źródłowy | Adres źródłowy | Adres źródłowy | Adres źródłowy | Adres źródłowy | Adres źródłowy | Adres źródłowy | Adres źródłowy | Adres źródłowy    | Adres źródłowy    | Adres źródłowy    | Adres źródłowy    | Adres źródłowy    | Adres źródłowy    | Adres źródłowy    | Adres źródłowy    |
| 32  | Adres źródłowy | Adres źródłowy | Adres źródłowy | Adres źródłowy | Adres źródłowy | Adres źródłowy | Adres źródłowy | Adres źródłowy | Adres źródłowy | Adres źródłowy | Adres źródłowy | Adres źródłowy | Adres źródłowy | Adres źródłowy | Adres źródłowy | Adres źródłowy | Adres źródłowy | Adres źródłowy | Adres źródłowy | Adres źródłowy | Adres źródłowy | Adres źródłowy | Adres źródłowy | Adres źródłowy | Adres źródłowy    | Adres źródłowy    | Adres źródłowy    | Adres źródłowy    | Adres źródłowy    | Adres źródłowy    | Adres źródłowy    | Adres źródłowy    |
| 64  | Adres źródłowy | Adres źródłowy | Adres źródłowy | Adres źródłowy | Adres źródłowy | Adres źródłowy | Adres źródłowy | Adres źródłowy | Adres źródłowy | Adres źródłowy | Adres źródłowy | Adres źródłowy | Adres źródłowy | Adres źródłowy | Adres źródłowy | Adres źródłowy | Adres źródłowy | Adres źródłowy | Adres źródłowy | Adres źródłowy | Adres źródłowy | Adres źródłowy | Adres źródłowy | Adres źródłowy | Adres źródłowy    | Adres źródłowy    | Adres źródłowy    | Adres źródłowy    | Adres źródłowy    | Adres źródłowy    | Adres źródłowy    | Adres źródłowy    |
| 96  | Adres źródłowy | Adres źródłowy | Adres źródłowy | Adres źródłowy | Adres źródłowy | Adres źródłowy | Adres źródłowy | Adres źródłowy | Adres źródłowy | Adres źródłowy | Adres źródłowy | Adres źródłowy | Adres źródłowy | Adres źródłowy | Adres źródłowy | Adres źródłowy | Adres źródłowy | Adres źródłowy | Adres źródłowy | Adres źródłowy | Adres źródłowy | Adres źródłowy | Adres źródłowy | Adres źródłowy | Adres źródłowy    | Adres źródłowy    | Adres źródłowy    | Adres źródłowy    | Adres źródłowy    | Adres źródłowy    | Adres źródłowy    | Adres źródłowy    |
| 128 | Adres docelowy | Adres docelowy | Adres docelowy | Adres docelowy | Adres docelowy | Adres docelowy | Adres docelowy | Adres docelowy | Adres docelowy | Adres docelowy | Adres docelowy | Adres docelowy | Adres docelowy | Adres docelowy | Adres docelowy | Adres docelowy | Adres docelowy | Adres docelowy | Adres docelowy | Adres docelowy | Adres docelowy | Adres docelowy | Adres docelowy | Adres docelowy | Adres docelowy    | Adres docelowy    | Adres docelowy    | Adres docelowy    | Adres docelowy    | Adres docelowy    | Adres docelowy    | Adres docelowy    |
| 160 | Adres docelowy | Adres docelowy | Adres docelowy | Adres docelowy | Adres docelowy | Adres docelowy | Adres docelowy | Adres docelowy | Adres docelowy | Adres docelowy | Adres docelowy | Adres docelowy | Adres docelowy | Adres docelowy | Adres docelowy | Adres docelowy | Adres docelowy | Adres docelowy | Adres docelowy | Adres docelowy | Adres docelowy | Adres docelowy | Adres docelowy | Adres docelowy | Adres docelowy    | Adres docelowy    | Adres docelowy    | Adres docelowy    | Adres docelowy    | Adres docelowy    | Adres docelowy    | Adres docelowy    |
| 192 | Adres docelowy | Adres docelowy | Adres docelowy | Adres docelowy | Adres docelowy | Adres docelowy | Adres docelowy | Adres docelowy | Adres docelowy | Adres docelowy | Adres docelowy | Adres docelowy | Adres docelowy | Adres docelowy | Adres docelowy | Adres docelowy | Adres docelowy | Adres docelowy | Adres docelowy | Adres docelowy | Adres docelowy | Adres docelowy | Adres docelowy | Adres docelowy | Adres docelowy    | Adres docelowy    | Adres docelowy    | Adres docelowy    | Adres docelowy    | Adres docelowy    | Adres docelowy    | Adres docelowy    |
| 224 | Adres docelowy | Adres docelowy | Adres docelowy | Adres docelowy | Adres docelowy | Adres docelowy | Adres docelowy | Adres docelowy | Adres docelowy | Adres docelowy | Adres docelowy | Adres docelowy | Adres docelowy | Adres docelowy | Adres docelowy | Adres docelowy | Adres docelowy | Adres docelowy | Adres docelowy | Adres docelowy | Adres docelowy | Adres docelowy | Adres docelowy | Adres docelowy | Adres docelowy    | Adres docelowy    | Adres docelowy    | Adres docelowy    | Adres docelowy    | Adres docelowy    | Adres docelowy    | Adres docelowy    |
| 256 | Długość UDP    | Długość UDP    | Długość UDP    | Długość UDP    | Długość UDP    | Długość UDP    | Długość UDP    | Długość UDP    | Długość UDP    | Długość UDP    | Długość UDP    | Długość UDP    | Długość UDP    | Długość UDP    | Długość UDP    | Długość UDP    | Długość UDP    | Długość UDP    | Długość UDP    | Długość UDP    | Długość UDP    | Długość UDP    | Długość UDP    | Długość UDP    | Długość UDP       | Długość UDP       | Długość UDP       | Długość UDP       | Długość UDP       | Długość UDP       | Długość UDP       | Długość UDP       |
| 288 | Zera           | Zera           | Zera           | Zera           | Zera           | Zera           | Zera           | Zera           | Zera           | Zera           | Zera           | Zera           | Zera           | Zera           | Zera           | Zera           | Zera           | Zera           | Zera           | Zera           | Zera           | Zera           | Zera           | Zera           | Następny nagłówek | Następny nagłówek | Następny nagłówek | Następny nagłówek | Następny nagłówek | Następny nagłówek | Następny nagłówek | Następny nagłówek |
| 320 | Port źródłowy  | Port źródłowy  | Port źródłowy  | Port źródłowy  | Port źródłowy  | Port źródłowy  | Port źródłowy  | Port źródłowy  | Port źródłowy  | Port źródłowy  | Port źródłowy  | Port źródłowy  | Port źródłowy  | Port źródłowy  | Port źródłowy  | Port źródłowy  | Port docelowy  | Port docelowy  | Port docelowy  | Port docelowy  | Port docelowy  | Port docelowy  | Port docelowy  | Port docelowy  | Port docelowy     | Port docelowy     | Port docelowy     | Port docelowy     | Port docelowy     | Port docelowy     | Port docelowy     | Port docelowy     |
| 352 | Długość        | Długość        | Długość        | Długość        | Długość        | Długość        | Długość        | Długość        | Długość        | Długość        | Długość        | Długość        | Długość        | Długość        | Długość        | Długość        | Suma kontrolna | Suma kontrolna | Suma kontrolna | Suma kontrolna | Suma kontrolna | Suma kontrolna | Suma kontrolna | Suma kontrolna | Suma kontrolna    | Suma kontrolna    | Suma kontrolna    | Suma kontrolna    | Suma kontrolna    | Suma kontrolna    | Suma kontrolna    | Suma kontrolna    |
| 384 | Dane           | Dane           | Dane           | Dane           | Dane           | Dane           | Dane           | Dane           | Dane           | Dane           | Dane           | Dane           | Dane           | Dane           | Dane           | Dane           | Dane           | Dane           | Dane           | Dane           | Dane           | Dane           | Dane           | Dane           | Dane              | Dane              | Dane              | Dane              | Dane              | Dane              | Dane              | Dane              |

W nagłówku IPv6 znajduje się jeden adres źródła danych. Adres docelowy jest końcowym adresem; jeśli pakiet IPv6 nie zawiera nagłówka trasowania, to adresem docelowym będzie adres zawarty w nagłówku IPv6, inaczej, w powstającym punkcie węzłowym, będzie to adres ostatniego elementu nagłówka trasowania, a w odbierającym punkcie węzłowym, będzie to adres docelowy z nagłówka IPv6. Następna wartość nagłówka jest wartością dla protokołu UDP. Na długość pola UDP składa się jego nagłówek oraz dane. Patrz art. źródłowy Datagram Protocol.

## Interfejs użytkownika
Interfejs użytkownika powinien pozwolić:
- tworzyć nowe porty przyjmujące dane
- przyjmować operacje na tych portach, zwracać obiekty danych oraz wskazywać port źródła i adres źródła danych
- na operacje, które pozwalają datagramowi wysłać, dane, porty źródłowe i docelowe lub ich adresy. RFC 768 ↓

## Interfejs IP
Moduł UDP musi być w stanie określić źródłowe i docelowe adresy internetowe, oraz rozróżniać pole protokołu od nagłówka. Jeden możliwy interfejs UDP/IP zwracałby cały datagram włącznie z nagłówkiem internetu jako odpowiedź na odebraną operacje. Interfejs UDP pozwoliłby także przesłać kompletny datagram wraz z nagłówkiem poprzez protokół IP. IP sprawdzałby dla zgodności niektóre pola oraz obliczał sumę kontrolną nagłówka. RFC 768 ↓

## Kapsułkowanie UDP
Miejsce UDP w podziale na warstwy TCP/IP pokazuje rysunek.
| Program użytkowy           | Program użytkowy | Program użytkowy | Program użytkowy | Program użytkowy | Program użytkowy | Program użytkowy | Program użytkowy | Program użytkowy | Program użytkowy | Program użytkowy | Program użytkowy | Program użytkowy | Program użytkowy | Program użytkowy | Program użytkowy |
| -------------------------- | ---------------- | ---------------- | ---------------- | ---------------- | ---------------- | ---------------- | ---------------- | ---------------- | ---------------- | ---------------- | ---------------- | ---------------- | ---------------- | ---------------- | ---------------- |
| Datagram użytkownika (UDP) |                  |                  |                  |                  |                  |                  |                  |                  |                  |                  |                  |                  |                  |                  |                  |
| Intersieć (IP)             |                  |                  |                  |                  |                  |                  |                  |                  |                  |                  |                  |                  |                  |                  |                  |
| Interfejs sieci            |                  |                  |                  |                  |                  |                  |                  |                  |                  |                  |                  |                  |                  |                  |                  |

Kapsułkowanie polega na umieszczeniu danych warstwy wyższej wewnątrz wiadomości warstwy niższej. Zanim wiadomość po stronie nadawczej zostanie wysłana, przekazywana jest w dół stosu warstwy; każda kolejna warstwa po otrzymaniu tej wiadomości od warstwy wyżej, dodaje do niej własny nagłówek i stopkę. Datagram UDP przed wysłaniem w sieć jest w taki sposób kapsułkowany w datagram IP. Nagłówek IP identyfikuje maszynę źródłową i docelową, UDP – identyfikuje porty nadawcy i odbiorcy. U odbiorcy zachodzi proces odwrotny. Wiadomość przekazywana jest w górę stosu warstw i każda kolejna warstwa interpretuje, a następnie usuwa nagłówek dodany poprzednio przez tę samą warstwę u nadawcy.
Więc u odbiorcy pakiet dociera do najniższej warstwy oprogramowania sieciowego i wędruje ku coraz wyższym warstwom. Każda z nich usuwa jeden nagłówek, oczekujący proces otrzymuje komunikat bez nagłówków. Datagram UDP otrzymany od IP na maszynie docelowej jest identyczny z tym, który UDP przekazało do IP na maszynie źródłowej.